# The Cleaner (TV-serie)
The Cleaner är en brittisk komediserie som hade premiär den 10 september 2021. Första säsongen som består av sex avsnitt. Seriens andra säsong hade premiär den 23 december 2022, och den tredje säsongens premiär skedde den 4 oktober 2024. Serien som är skapad av Mizzi Meyer är baserad på den tyska serien Der Tatortreiniger.

## Handling
Serien handlar om Paul "Wicky" Wickstead, som är en statligt certifierad rengöringstekniker. Han ansvarar för att städa rent alla tecken på dödsfall från brottsplatser. För Wicky är ett blodbad och ett besök på puben en del av vardagen.

## Rollista (i urval)
- Greg Davies - Paul "Wicky" Wickstead
- Zita Sattar - Ruth Edwards
- Helena Bonham Carter - Sheila
- Shobu Kapoor - Neeta
- David Mitchell - Terence Redford
- Ruth Madeley - Helena
- Stephanie Cole - Vivienne Hosier
- James Bolam - Wickys far
- Harriet Walter - Lisa
- Simon Callow - Mr. Abahassine
- Alex Lawther - Shaman (Ep.11)
- Shakin' Stevens - Shaking Stephen (Ep.11)
- Zoë Wanamaker as Lucille
- Susannah Fielding - Fran